# Visul unei nopți de vară
Visul unei nopți de vară, conform originalului din engleză, A Midsummer Night's Dream este o comedie romantică a dramaturgului englez William Shakespeare, scrisă, cel mai probabil, în perioada anilor 1595 - 1596.
A fost publicată, în quarto, în 1600, cu 23 de ani înainte de 1623, anul publicării ediției First Folio, prima ediție a operelor lui Shakespeare, care a fost publicată la șapte ani după moartea sa. În First Folio, comedia se găsește pe poziția a opta (C 8), în prima secțiune, cea a comediilor.
Acțiunea prezintă aventurile a patru iubiți din Atena și a unui grup de actori amatori într-o pădure luminată feeric de Lună și relațiile care se creează între personajele umane și spiridușii care locuiesc în pădure. Astăzi, această piesă este una dintre cele mai populare lucrări scenice ale lui Shakespeare și este jucată la scară largă în întreaga lume.

## Personaje
- Tezeu - Ducele Atenei
- Hippolyta - Regina amazoanelor
- Egeu - tatăl Hermiei
- Hermia - îndrăgostită de Lysander
- Lysander - îndrăgostit de Hermia
- Demetrius - pretendentul Hermiei
- Elena - îndrăgostită de Demetrius
- Philostrate - Maestrul Revels
- Peter Gutuie - dulgher
- Fundulea - țesător
- Francis Flute
- Tom Snout - meșter
- Snug - tâmplar
- Robin Starveling - croitor
- Oberon - regele Zânelor
- Robin Goodfellow
- Peaseblossom, Cobweb, Moth, Mustardseed - slujitorii Zânei la Titania

## Sursă
Nu se știe cu exactitate când Visul unei nopți de vară a fost scrisă sau jucată pentru prima dată, dar se poate plasa cronologic oricând între 1595 și 1596, plasare temporală bazată pe aluzia făcută de Edmund Spenser în a sa Epithalamion. Unii au teoretizat că piesa ar fi fost scrisă pentru o nuntă aristocratică, întrucât numeroase nunti în această clasă socială avuseră loc în 1596. Alții au sugerat că piesa ar fi fost scrisă pentru Regină pentru sărbătorirea zilei Sfântului Ion, dar nu există dovezi clare în favoarea vreuneia din sugestii. Oricum, presupunând că unul din motivele enunțate ar fi fost adevărat, piesa s-ar fi jucat în premieră la The Theatre, și, mai apoi, la The Globe în Londra.
Deși nu este o traducere sau adaptare a unei lucrări anterioare, diferite surse, precum Metamorfozele lui Ovidiu și Povestea cavalerilor a lui Chaucher, au servit drept sursă de inspirație. Potrivit lui John Twyning, complotul piesei a patru iubiți care au trecut printr-o încercare în pădure, a fost conceput ca un "recif" al Der Bussard, un poem medieval german.
Potrivit lui Dorothea Kehler, perioada în care această comedie a fost scrisă poate fi plasată între anii 1594 și 1596, ceea ce înseamnă că Shakespeare probabil că deja a terminat Romeo și Julieta și că nu începuse încă să lucreze la Neguțătorul din Veneția. Piesa aparține perioadei mijlocii timpurie a autorului, când Shakespeare și-a dedicat atenția asupra lirismului operelor sale.
Conform familiei De Vere Iore (care poate să fie sau nu adevărată), nunta lui Elizabeth De Vere cu William Stanley, al șaselea conte al Derby, pe 26 iunie 1594, la Curtea din Greenwich, cu prezența Reginei Elisabeta, acesta a fost evenimentul care a adus prima reprezentare a creației Visul unei nopți de vară a lui Shakespeare.

## Datare și text
Piesa a fost înregistrată în Registrul Companiei Stationery pe data de 8 octombrie 1600, de către comerciantul de cărți Thomas Fisher, care a publicat prima ediție quarto mai târziu în acel an. Un al doilea quarto a fost  tipărit în 1619 de William Jaggard, ca parte a așa-numitului False Folio. Piesa următoare a apărut în imprimarea primului Folio în anul 1623. Pagina de titlu a primului quarto afirmă că piesa "a fost jucată de mai multe ori în public" înainte de 1600. Prima apariție a piesei, cunoscută cu certitudine este pe 1 ianuarie 1605 la Curte.

## Visul unei nopți de vară (comedie festivă timpurie)

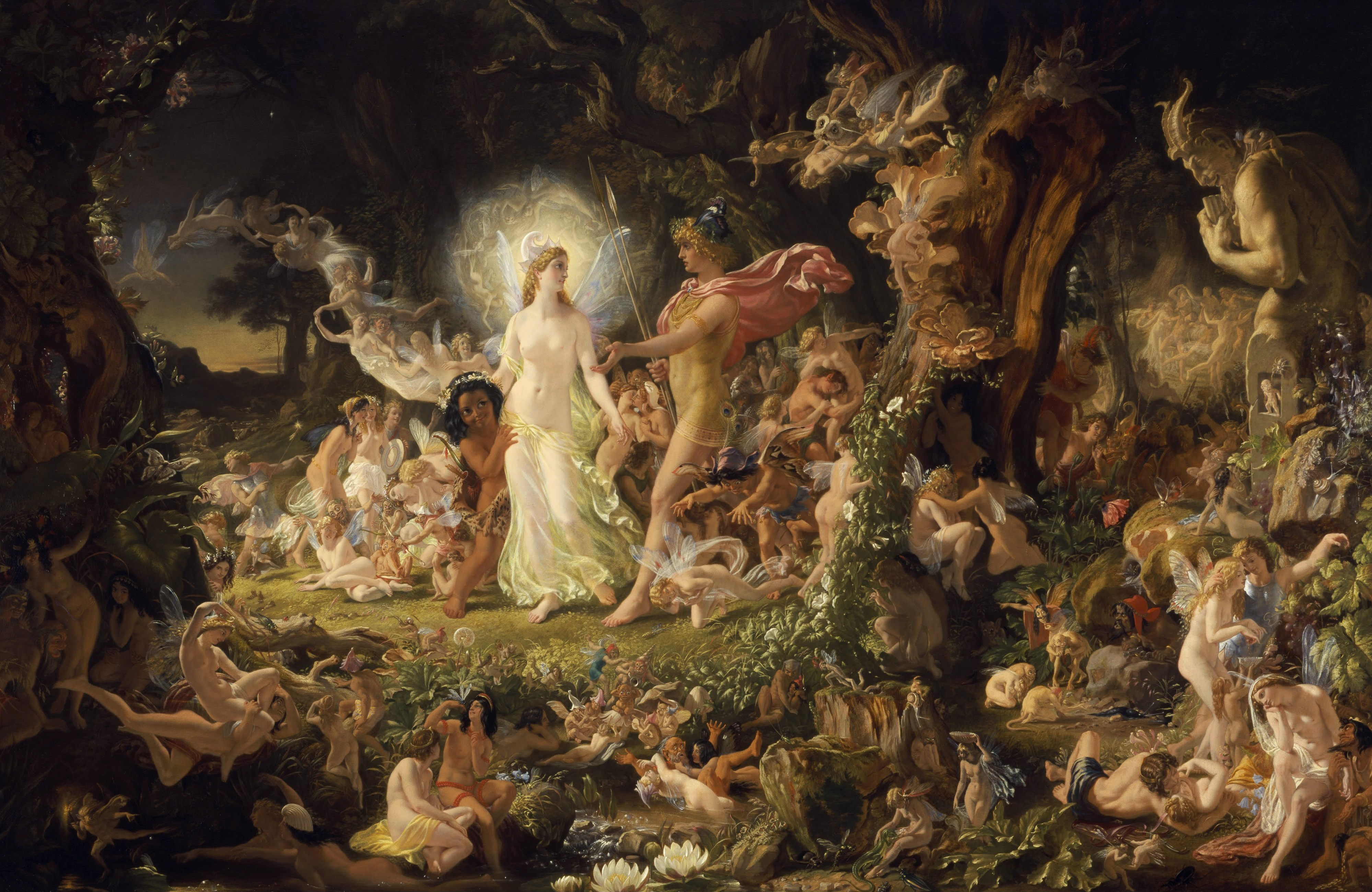
Cearta dintre Oberon și Titania (1846) de Joseph Noel Paton

Theseu (ducele Atenei) anunță că peste patru zile va avea loc căsătoria sa cu Hippolyta, regina amazoanelor: El ia cunoștință de plângerea lui Egeu precum că fiica sa, Hermia, refuză să se mărite cu pretendentul ales, Demetrius, fiindcă e îndrăgostită de Lysander pe care Egeu nu-l suferă. Theseu declară că Hermia trebuie să se mărite cu Demetrius sau să aleagă între a muri sau a se călugări. Lysander o îndeamnă pe Hermia să fugă în pădure cu el, ca apoi să ajungă la casa mătușii sale și să se căsătorească. Prietena Hermiei, Helena, află despre aceasta și se hotărăște 
să-l înștiințeze pe Demetrius pe care-l place (și cu care s-a iubit). Totuși, Demetrius o iubește pe Hermia. Helena speră să se întâlnească cu toții în pădure. Între timp, Gutuie, Poponeț, Fluieraș, Slăbănogu’, Blându’ și Botișor pun la cale o reprezentație pe care să o prezinte la nunta lui Theseu.
În pădure, Oberon (regele zânelor) se ceartă cu Titania (regina zânelor) pentru că vrea să-l aibă ca paj pe copilul ei orfan. Titania se opune, susținând că ea e regina. Cearta vine de fapt deoarece Oberon o iubește pe Hippolyta, iar Titania pe Theseu. Ca să obțină băiatul, Oberon îi ordonă spiridușului Puck (cunoscut și ca Pițigoi-Băiat-Bun) să obțină de la Cupidon o floare care face o persoană să se îndrăgostească de prima persoană care-i iese în cale. Oberon plănuiește să-i dea Titaniei floarea, astfel încât ea să se îndrăgostească de altcineva și să-i dea lui copilul. Apar Demetrius și Helena, Helena urmărindu-l, iar Demetrius fugind de ea. Sosește Puck cu floarea și Oberon îi poruncește să-l atingă pe Demetrius cu ea, astfel încât să se îndrăgostească de Helena în loc de Hermia. Apoi, Oberon o atinge pe Titania cu floarea. În pădure, Lysander și Hermia stau culcați și se odihnesc. Puck, crezând că Lysander este Demetrius, îl atinge cu floarea. Apare Helena care-l trezește pe Lysander și acesta se îndrăgostește imediat de ea.
În pădure, trupa de actori discută punerea în scenă a piesei lor. Puck apare și-i transformă capul lui Poponeț într-un cap de măgar. Actorii fug, dar Titania se trezește și se îndrăgostește de Poponeț, poruncindu-le zânelor din slujba ca să-l servească pe Poponeț. Puck observă că Demetrius o urmărește pe Hermia, cu toate că aceasta îl acuză că l-a omorât pe Lysander și astfel, Puck își dă seama că i-a dat floarea omului nepotrivit. Puck încearcă să repare acest lucru, atingându-l pe Demetrius cu floarea, în așa fel încât acesta să se îndrăgostească de Helena și așa se și întâmplă. Însă acum amândoi o iubesc pe Helena, în timp ce aceasta crede că amândoi sunt falși. Sosește Hermia și o acuză pe Helena că pune la cale o ticăloșie cu cei doi bărbați, pentru a o ațâța. Oberon, dându-și seama că Puck a făcut încurcătura, îi poruncește să facă o ceață deasă pentru a-i despărți pe cei patru și să-i cufunde într-un somn adânc, astfel încât farmecul să se destrame.
Oberon o trezește pe Titania și-l transformă pe Poponeț înapoi în om. Apoi, Oberon și Titania se împacă și se iubesc din nou unul pe celălalt. În pădure, Theseu, Hippolyta și Egeu apar și-i trezesc pe cei patru. Demetrius și Lysander le mărturisesc dragostea lor pentru Helena și, respectiv, Hermia. Nobilii sunt de acord să le permită să se căsătorească. Poponeț se trezește și nu își amintește de întâmplările nopții.
La cină, cu toții ascultă scurta piesă tragică, plicticoasă, a lui Gutuie. În această piesă, Thisby (jucată de Fluieraș) și Pyramus (jucat de Poponeț) își șoptesc dragostea printr-o crăpătură dintr-un zid (jucat de Botișor). Cei doi își dau întâlnire la mormântul lui Ninny, dar un leu (jucat de Blându’) o atacă pe Thisby. Vine Pyramus care-i găsește eșarfa, bănuiește că a fost omorâtă și se sinucide. Sosește Thisby care-l găsește pe Pyramus mort și se sinucide și ea. După piesă, la miezul nopții, toată lumea merge la culcare, apoi apar zânele și dansează.